# سیلوین مسلین
سیلوین مسلین (انگلیسی: Sylvain Meslien؛ زادهٔ ۷ اوت ۱۹۸۰) بازیکن فوتبال اهل فرانسه است.
از باشگاه‌هایی که در آن بازی کرده‌است می‌توان به باشگاه فوتبال تروا، باشگاه فوتبال سوانزی سیتی، و باشگاه فوتبال سن-اتین اشاره کرد.